# سفارة أوكرانيا في تركمانستان
سفارة أوكرانيا في تركمانستان هي أرفع تمثيل دبلوماسي لدولة أوكرانيا لدى تركمانستان تقع السفارة في عشق آباد وهي تهدف لتعزيز المصالح الأوكرانية في تركمانستان.

## السفارة
كانت تركمانستان من أوائل الدول التي اعترفت باستقلال وسيادة أوكرانيا في 20 ديسمبر 1991. في 10 أكتوبر 1992، تم التوقيع على بروتوكول إقامة العلاقات الدبلوماسية بين البلدين في عشق آباد (دخل حيز التنفيذ في يوم التوقيع).
في عام 1995، تم افتتاح سفارتي أوكرانيا وتركمانستان في كييف وعشق أباد. أول سفير لأوكرانيا في تركمانستان كان فاديم بروكوبوفيتش تشوبرون (مايو 1995 - سبتمبر 2004).
من مايو 1995 إلى سبتمبر 1997، كانت السفارة الأوكرانية في تركمانستان تقع بفندق في 12 شارع نوجينا، ومنذ 1 سبتمبر 1997، تقع السفارة بمجمع السفارات في 49 شارع آزادي. في 4 نوفمبر 1997، تم افتتاح مقر إقامة سفير أوكرانيا في المبنى الواقع في شارع 2 Kulmammedova.

## السفراء
- فاديم بروكوبوفيتش تشوبرون (12 يناير 1995 - 9 يوليو 2004)[4]
- مايكو فيكتور أناتوليوفيتش (10 مارس 2005 - 11 مايو 2010)
- فالنتين ميكولايفيتش شيفالوف (2 يوليو 2010 - 19 يوليو 2019)[5]
- غوشوفسكي زينوفي يوسيبوفيتش (2019 - 2020)
- مايكو فيكتور أناتوليوفيتش (30 ديسمبر 2020 - الآن)[6]

## وصلات خارجية
- قائمة سفارات أوكرانيا
- قائمة السفارات في سوريا